# 烏樹林粉碎洗滌鹽工廠
烏樹林粉碎洗滌鹽工廠是臺灣日治時期由總督府專賣局在昭和十一年（1936年）5月興建的精鹽廠，位在今高雄市永安區一帶，預定年產量是6000公噸（1940年與1941年的實際產量是6464公噸與5191公噸）。民國三十五年（1946年）1月由臺灣省行政長官公署專賣局所接收，但因設備在二次大戰中受損嚴重而報廢關閉。